# Amalie Wichmann
Amalie Riggelsen Wichmann (født 4. marts 1995 i Vallensbæk) er en dansk håndboldspiller, der spiller for HH Elite. Hun har tidligere optrådt for Nykøbing Falster Håndboldklub, Skanderborg Håndbold og TTH Holstebro.
Hun har op til flere U-landsholdskampe på CV'et.